# Akadémik Mstislav Kéldysh
El Akadémik Mstislav Kéldysh (en ruso: Академик Мстислав Келдыш) es un barco ruso de investigación oceanográfica, que actualmente es la nave de suministro a los sumergibles rusos Mir, desde la incorporación de éstos en 1987. El buque fue bautizado en honor al matemático soviético Mstislav Kéldysh.

## Historia
El Kéldysh fue construido en Rauma, Finlandia, por los astilleros Hollming Oy para la Academia de Ciencias de la URSS (actual Academia de Ciencias de Rusia). La construcción del buque fue terminada el 28 de diciembre de 1980.
El Kéldysh comenzó sus actividades el 15 de marzo de 1981 y ha realizado expediciones entre otros, en los restos del RMS Titanic y del buque de guerra alemán Bismarck.
El cineasta James Cameron utilizó el Kéldysh para realizar dos expediciones a los restos del Titanic y grabar imágenes para su película homónima de 1997. Años después, Cameron utilizó nuevamente el buque para grabar sus películas Misterios del Titanic y Misterios del Océano en la profundidad.

## Características
El Kéldysh mide 122,2 m de eslora y 17,8 m de manga, y posee un tonelaje de 6.240 toneladas. Lleva una tripulación de 90 personas: 45 miembros tripulantes, 20 o más pilotos, ingenieros y técnicos, 10 a 12 científicos y también unos 12 pasajeros. Además de sus comodidades especiales, posee 17 laboratorios y una biblioteca.